# 551 (numero)
Cinquecentocinquantuno (551) è il numero naturale dopo il 550 e prima del 552.

## Proprietà matematiche
- È un numero dispari.
- È un numero composto da 4 divisori: 1, 19, 29, 551. Poiché la somma dei suoi divisori (escluso il numero stesso) è 49 < 551, è un numero difettivo.
- È un numero difettivo.
- È un numero semiprimo.
- È un numero omirpimes.
- È un numero intero privo di quadrati.
- È un numero odioso.
- È un numero congruente.
- È parte delle terne pitagoriche (380, 399, 551), (240, 551, 601), (551, 5220, 5249), (551, 7980, 7999), (551, 151800, 151801).

## Astronomia
- 551 Ortrud è un asteroide della fascia principale del sistema solare.
- NGC 551 è una galassia spirale della costellazione di Andromeda.

## Astronautica
- Cosmos 551 è un satellite artificiale russo.